# توماس لاو پیکاک
توماس لاو پیکاک (انگلیسی: Thomas Love Peacock؛ ۱۸ اکتبر ۱۷۸۵ – ۲۳ ژانویهٔ ۱۸۶۶) شاعر، رمان‌نویس و از مقامات کمپانی هند شرقی بریتانیا اهل بریتانیا بود. او دوست نزدیک پرسی بیش شلی بود و این دو بر کارهای یکدیگر تاثیرگذار بودند. پیکاک در رمان‌های طنزآمیزی که نوشت، تفکرات فلسفی دورانش را به انتقاد گرفت.